# Natar (plaats)
Natar is een bestuurslaag in het regentschap Lampung Selatan van de provincie Lampung, Indonesië. Natar telt 15.102 inwoners (volkstelling 2010).